# 吴棠
吴棠（1813年8月19日—1876年7月20日），字仲宣，清代安徽省盱眙县人（今安徽明光市三界镇） ，晚清封疆大吏。

## 生平
道光十五年举人，道光二十九年（1849年）大挑知县，初为淮安府桃源县令（今江苏泗阳县），咸丰元年（1851年）调任淮安府清河县（今江苏省淮安市）。咸丰十年（1860年）二月，捻军攻占清河县治清江浦（今淮安市区），烧毁城市，淮扬道道台吴葆晋等被杀，南河总督庚长逃往淮安府城避难。惟吴棠仍招聚乡勇，抵抗捻军。此后数年中吴棠迅速升迁。同年升为徐海道员，次年以江宁布政使代理漕運總督，驻扎清江浦。同治二年（1863年）实授漕運總督。1864年和1865年曾下令调任江苏巡抚和两广总督，均以江淮未戢为由而留任漕運總督。直到1866年离开清江浦，调任闽浙总督，二年后再调任四川总督。川督任内兼署成都将军。光緒二年（1876年）卒，諡勤惠。
吴棠的发跡是与慈禧太后的提携分不开的。据野史记载，慈禧入宫前，曾受到吴棠的意外资助，所以在日后显赫之后对其进行了报答。吴棠也从一个小小的清河县令做到了封疆大吏，但这一说法没有得到清朝官方的认可。有研究认为，慈禧报答吴棠是恽毓鼎编造的民间故事，但恽毓鼎在其《崇陵传信录》里倒数第三大段如此写道——

孝欽后為葉赫那拉氏。天命朝，大兵定葉赫，頗行威戮，男丁罕免者。部長布揚古臨沒憤言曰：「吾子孫雖存一女子，亦必覆滿洲！」以此祖制宮闈不選葉赫氏。孝欽父任湖南副將，卒官。姊妹歸喪，貧甚，幾不能辦裝。舟過青江浦，時吳勤惠公棠宰清江。適有故人官副將者，喪舟亦艤河畔，勤惠致賻三百兩（或傳二千兩非也），將命者誤送孝欽舟。覆命，勤惠怒，欲返璧。一幕客曰：「聞舟中為滿洲閨秀，入京選秀女，安知非貴人，姑結好焉，於公或有利。」勤惠從之，且登舟行弔。孝欽感之甚，以名刺置奩具中，語妹曰：「吾姊妹他日倘得志，無忘此令也。」既而孝欽得入宮，被寵幸，誕穆宗；妹亦為醇賢親王福晉，誕德宗。孝欽垂簾日，勤惠已任知府，累擢至方面，不數年督四川。勤惠實無他才能，言官屢劾之，皆不聽。薨於位，易名曰惠，猶志前事也。或傳副將嘗繫獄，孝欽以眷屬入視，故沈少司寇家本召見，太后詢獄中情狀甚悉云。孝欽年七十餘，望之如四十許人，髮無一莖白者。聞同治年間李閹蓮英曾得大何首烏，獻於孝欽，制蒸不如法，融化類粥糜，並汁啜之。相傳千年何首烏，九蒸九曬，服之能延年。

## 延伸阅读
[在维基数据编辑]
 《清史稿·卷425》，出自趙爾巽《清史稿》